# Nemespátró, Zala
Nemespátró  este un sat în districtul Nagykanizsa, județul Zala, Ungaria, având o populație de 302 locuitori (2011). 

## Demografie
Componența etnică a satului Nemespátró
     Maghiari (93,07%)
     Romi (6,93%)
Componența confesională a satului Nemespátró
     Luterani (58,94%)
     Fără religie (3,31%)
     Necunoscută (37,75%)
Conform recensământului din 2011, satul Nemespátró avea 302 locuitori. Din punct de vedere etnic, majoritatea locuitorilor (93,07%) erau maghiari, cu o minoritate de romi (6,93%).  Din punct de vedere confesional, majoritatea locuitorilor (58,94%) erau luterani, cu o minoritate de persoane fără religie (3,31%). Pentru 37,75% din locuitori nu este cunoscută apartenența confesională.